# Alexis de Tocqueville
Alexis-Charles-Henri Clérel de Tocqueville (Pariz, 29. srpnja 1805. – 16. travnja 1859.) bio je francuski mislilac političke domene i povijesnik najviše poznat po svojim djelima O demokraciji u Americi (koja je izašla u dva dijela: 1835. i 1840.) i Stari režim i revolucija (1856.). U navedenim djelima istraživao je efekte postizanja jednakosti u društvenim okolnostima na pojedinca i državu, koja se događala u zapadnim društvima.
O demokraciji u Americi (1835.), njegovo najveće djelo, izdano je nakon njegovog putovanja u SAD i danas se smatra primjerkom najranijih radova iz područja sociologije. Istaknuti predstavnik tradicije liberalizma u politici Tocqueville je bio aktivan sudionik francuske visoke politike, prvo u Srpanjskoj monarhiji (1830. – 1848., vrijeme liberalnog monarhijskog poretka u Francuskoj) a zatim i tijekom Druge republike (1849. – 1851.) koja je nastala nakon Revolucije u veljači 1848. Napustio je politiku nakon državnog udara 2. prosinca 1851., kojeg je predvodio Louis Napoléon Bonaparte i tada započinje pisanje knjige Stari režim i revolucija.

## Vanjske poveznice
|  | Wikicitati imaju zbirke citata o temi Alexis de Tocqueville |